# Robbins-Gletscher
Der Robbins-Gletscher ist ein breiter Gletscher auf der Thurston-Insel vor der Eights-Küste des westantarktischen Ellsworthlands. Er fließt in nördlicher Richtung zum Kopfende des Peale Inlet.
Das Advisory Committee on Antarctic Names benannte ihn 2003 nach James Haskin Robbins (* 1926) von der United States Navy, zuständig für das Bordradar einer PBM Mariner, die im Einsatz bei der Operation Highjump (1946–1947) am 30. Dezember 1946 auf der benachbarten Noville-Halbinsel abgestürzt war. Robbins’ Einsatz hatte maßgeblich dazu beigetragen, dass sechs Mitglieder der neunköpfigen Besatzung am 12. Januar 1947 lebend gerettet werden konnten.